# 江天一 (乒乓球運動員)
江天一（1988年2月28日—），男，前香港乒乓球运动员。

## 簡歷
江天一，出生於中國山東，左手橫拍弧圈結合快攻打法。  正手反膠、反手反膠。
2012年倫敦奧運會乒乓球男子團體比賽，江天一与梁柱恩、唐鵬組成的香港男隊，于半準決賽戰勝日本隊，殺入準決賽。其後他們0：3負於韓國隊，而銅牌戰則1：3負於德國隊，獲得第四名。

## 得獎
- 1998年 全國乒協杯男單第五，全國少年總決賽男單冠軍
- 1999年 亞洲少年錦標賽男團冠軍，男雙亞軍，男單第三
- 2003年 亞錦賽男團冠軍，男單亞軍，男雙、混雙第三名
- 2010年 國際乒聯巡迴賽奧地利公開賽香港組合江天一/唐鵬搭檔獲得男雙冠軍。

## 榮譽
- 香港傑出運動員選舉

「香港最具潛質運動員」（2008年）
「香港傑出運動員」（2012年）